# Henri de Milly
Henri de Milly dit Henri le Buffle (en lat. : Henricus Bubalus) est un noble croisé qui fut seigneur d'Arabie Pétrée, l'un des fiefs vassaux de la seigneurie d'Outre-Jourdain.
Il est fils de Guy de Milly, seigneur de Naplouse et d'Étiennette de Milly et frère de Guy Francigena, sénéchal du royaume de Jérusalem, et de Philippe qui fut successivement seigneur de Naplouse, seigneur d'Outre-Jourdain et maître de l'ordre du Temple.
Il apparaît en 1155 comme témoin d'une charte où la reine Mélisende de Jérusalem confirme une donation faite par Hugues et Baudouin d'Ibelin en faveur de l'église du Saint-Sépulcre, puis dans une autre de la même année où son frère Philippe fait une donation en faveur de la léproserie Saint-Lazare de Jérusalem. Il est également témoin d'une charte du roi Amaury Ier de Jérusalem en 1164.
Les Lignages d'Outremer indiquent la femme d' « Henri le Bufle » était « la suer de Renaut seigneur de Seete », mais cela semble improbable, étant donné que la date de mariage des parents de Renaud Granier, comte de Sidon est estimée à 1138. Un autre manuscrit des Lignages d'Outremer mentionnent « Girart et Gautier, et Agnes qui espousa Henri le Bufle » comme les enfants de « Huistace Garnier … sire de Cesaire » et de son épouse « Heimeline, la niesse dou patriarche Ernoul de Jerusalem » mais cette affirmation se heurte également à un problème chronologique. Cependant, il semble certain qu'Agnès se rattache à la famille Granier, et la seule solution chronologiquement possible est qu'Agnès soit fille d'Eustache II Granier, comte de Sidon, et de Papia.
En tout cas, le couple a eu pour enfants :
- Helvis de Milly, mariée à Adam III, seigneur de Bethsan ;
- Étiennette de Milly, mariée à Guillaume Dorel, seigneur de Boutron, puis à Hugues III Embriaco, seigneur du Gibelet ;
- Agnès de Milly, mariée à Josselin III de Courtenay, comte titulaire d'Édesse ;
- Sibille de Milly, mariée à Eustache le Petit.